# دمیتری الکسانین
دمیتری الکسانین (روسی: Дмитрий Алексанин؛ زادهٔ ۱۸ دسامبر ۱۹۹۱) شمشیرباز اهل قزاقستان است.